# ワールドハビタットアワード
ワールドハビタットアワード（The World Habitat Awards）は1985年にビルディング&ソーシャルハウジング財団によって設立された国際的な賞。1987年より、国連ハビタット.に協力している。
現在の住宅ニーズに対して、実用的で、革新的かつ持続可能な解決策、さらには、他の場所でも適合、転用可能なグローバルサウスや北部からのプロジェクトに毎年、2つの賞が与えられている。

## 概要
「ワールドハビタットアワード」は、以下のプロジェクトやアプローチを称賛する：
- 世界中の国々が直面している現在の住宅問題に対して、実用的で革新的かつ持続可能な解決策を示すもの。
- 必要に応じて使用するように転用、適合させる事が可能なもの。
- 既に実施、または完了している、すなわち、設計段階または開発初期段階ではないもの。
- 広範な観点から用語 居住環境を捉え、他に利益をもたらすもの。

例えば、 収入創出、共生、コミュニティと個人の間の権限付与、能力開発、教育。

## 日本の受賞者
- 1990 Reconstruction of Hiroshima City and the Danbara Redevelopment Project 	Reconstruction of Hiroshima City and the Danbara Redevelopment Project[2]
- 2002 Setagaya-Ku Fukasawa Symbiotic Housing, Tokyo 	Fukasawa Symbiotic Housing Complex[2]
- 2018 Affordable and safe housing for single mothers in Japan.Tokyo Littleones[2]

## 参照
1. ↑  World Habitat Awards - About the Awards
2. 1 2 3  https://www.world-habitat.org/world-habitat-awards/